# Disney's All-Star Movies Resort
Disney's All-Star Movies Resort is een hotel in het Walt Disney World Resort in Orlando, Florida, dat wordt beheerd door de Walt Disney Company. Met de opening van dit hotel op 15 januari 1999 was dit het derde 'Value'-resort binnen het gehele resort: betaalbare hotels voor een gemiddelde service. Zo kunnen mensen die maar een laag budget hebben om te besteden toch optimaal van het Walt Disney World Resort genieten. Disney's All-Star Movies Resort is tevens een van de meest bezochte hotels binnen Walt Disney World, vanwege de betaalbaarheid in combinatie met de thematisering: de alom bekende Disneyfilms.
De meningen over dit hotel lopen sterk uiteen, zo zijn er erg goede reacties op de service die het hotel biedt, maar ook zeer slechte reacties.

## Gebouwen
Disney's All-Star Movies Resort ligt in het zuiden van het Walt Disney World Resort. Het ligt vlak bij Disney's Animal Kingdom en Disney's Wide World of Sports Complex. Transport van en naar de parken is enkel mogelijk via bussen, die vaak overvol zitten door de vele gasten die in het hotel reserveren. Het is dus aan te raden zo vroeg mogelijk de bus te nemen. De buslijnen van Walt Disney World Resort zijn echter wel gratis voor hotelgasten.

### Algemene opbouw
Het hotel is opgebouwd uit vijf verschillende secties, elk met een eigen thema, gebaseerd op Disneyfilms. Elke sectie kent vervolgens weer drie vleugels met kamers. We kennen de thema's 101 Dalmatiërs, Toy Story, Fantasia, The Mighty Ducks, Herbie: The Love Bug. Deze thema's zijn duidelijk in elke sectie te herkennen door de kolossale beelden van figuren uit de betreffende film. Zo staat er bijvoorbeeld een 15 meter hoog beeld van Buzz Lightyear in het Toy Story-gedeelte, en een enorme replica van Herbie uit Herbie: The Love Bug. Deze stijl van enorme beelden is overigens karakteristiek voor de Disney 'Value'-resorts.
Elk gebouw is beschilderd met een felle, heldere kleur, die past bij het thema. Ook zijn naast de enorme beelden ook overal op de gebouwen Disney-figuren te vinden, en kleine verrassingen.

### Hoofdgebouw
Het hoofdgebouw van het hotel is de Cinema Hall. Hier bevinden zich onder andere de lobby, de receptie, het restaurant, de souvenirwinkel en andere hoofdfaciliteiten. Dit gebouw ligt meteen aan de ingang van het hotel/resort. Het is gedecoreerd als de hal van een grote bioscoop in Hollywood.

## Restaurant en bar
Disney's All-Star Movies Resort kent slechts 1 groot restaurant, de World Premiere Food Court Ook dit is kenmerkend voor de Disney 'Value'-resorts. In dit restaurant worden geen complete maaltijden geserveerd, enkel snacks en snelle hapjes worden verkocht, beter bekend als fastfood. Voor grote honger moet men in de Disneyparken zelf eten. Vanuit de keuken van dit restaurant kunnen ook pizza's aan de kamers worden bezorgd, na bestelling.
Ook kent het hotel een bar, de Silver Screen Spirits Bar, die direct aan het zwembad ligt. Hier kunnen door de badgasten (alcoholische) drankjes worden genuttigd, en snacks worden gegeten, die ideaal zijn voor bij het zwembad. IJsjes mogen ook niet aan het assortiment ontbreken.

## Winkel
Het hotel bezit over 1 souvenirwinkel, Donald's Double Feature, die Disney-merchandise verkoopt, en vakantie-accessoires.

## Faciliteiten

### Zwembaden
Het hotel kent twee zwembaden:
- Sorcerer's Apprentice Pool - een groot zwembad gethematiseerd naar de film Fantasia. Mickey als tovenaarsleerling laat flink wat water in het zwembad lopen.
- Duck Pond Pool - een iets kleiner zwembad met de vorm van een ijshockeyveld, gebaseerd of de film The Mighty Ducks.

### Overige faciliteiten
- Kinderspeelplaatsen - Her en der op het landgoed van het hotel staan kinderspeeltoestellen waar kinderen zich prima kunnen vermaken door deze te beklimmen.
- Jogging Track - Rondom het hotel ligt een route van ongeveer 1,5 km, die aan te vragen is bij de receptie van het hotel. Over deze route kan prima worden hard gelopen.
- Reel Fun Arcade - Een spelletjeshal met verschillende spel- en snoepautomaten, prima voor kinderen en speelse volwassenen.